# Celal Atik
Celal Atik (* 1918 in Gürden, heute Yazıkışla Köyü, Boğazlıyan, Yozgat; † 27. April 1979 in Ankara) war ein türkischer Ringer

## Werdegang
Celal Atik begann in Ankara mit dem Ringen und gewann 1938 seine erste türkische Meisterschaft. Er hieß ursprünglich Celal Dogan, wechselte aber nach diesem ersten Titelgewinn seinen Namen zu Ehren des Gründers der türkischen Republik Mustafa Kemal Atatürk in Celal Atik. Er rang in beiden Stilarten, griechisch-römisch und Freistil. 1939 vertrat er sein Land erstmals bei einer internationalen Meisterschaft, den Europameisterschaften in Oslo im griechisch-römischen Stil im Weltergewicht. Als international unerfahrener Ringer musste er dort allerdings noch Lehrgeld bezahlen und gewann keinen seiner Kämpfe, die er zu bestreiten hatte. 1940 gewann er in Istanbul im gleichen Stil und in der gleichen Gewichtsklasse bei den Balkanspielen eine Silbermedaille. Während des Zweiten Weltkrieges musste er, wie so viele andere Sportler auch, in seinen besten Jahren auf internationale Meisterschaften verzichten.
Nach Kriegsende nahm er 1946 an der ersten Europameisterschaft, die nach 1945 wieder ausgetragen wurde, in Stockholm teil. Im freien Stil gewann er dort im Leichtgewicht den Titel und besiegte u. a. auch Gösta Jönsson-Frändfors aus Schweden. Bei der Europameisterschaft 1947 in Prag im griechisch-römischen Stil gewann er im Leichtgewicht eine Bronzemedaille. Er verlor dort gegen Armenak Jaltyrjan aus der Sowjetunion. Den Titel holte sich dadurch Gösta Jönsson-Frändfors, der Jaltyrjan besiegte.
Den größten Erfolg in seiner Laufbahn feierte Celal Atik bei den Olympischen Spielen 1948 in London. Er gewann dort im freien Stil im Leichtgewicht die Goldmedaille. In den entscheidenden Kämpfen besiegte er dabei Garibaldo Nizzola aus Italien und Gösta Jönsson-Frändfors.

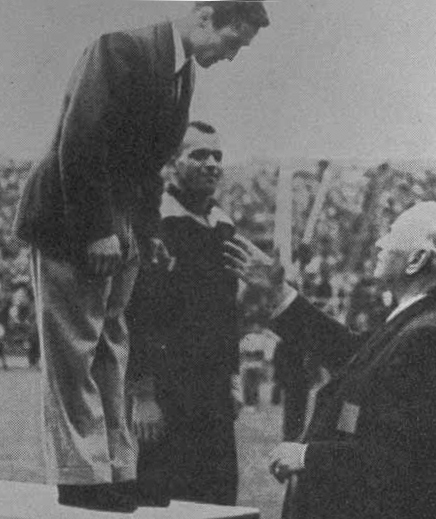
Celal Atik (links oben) mit Hemann Baumann (rechts oben) bei den London Olympics im Jahr 1948

1949 wurde Celal Atik in Istanbul auch Europameister im freien Stil im Weltergewicht. Hier siegte er in den entscheidenden Kämpfen über Per Berlin aus Schweden und Ali Gaffari aus dem Iran.
Ab 1950 wurden anstelle von Europameisterschaften wieder Weltmeisterschaften ausgetragen. Die Weltmeisterschaft 1950 fand in Stockholm im griechisch-römischen Stil statt. Celal Atik kämpfte auch in diesem Stil im Weltergewicht ganz hervorragend, verpasste aber den Titelgewinn durch eine Niederlage gegen den Finnen Matti Siimanainen. Im Oktober 1950 weilte die deutsche Ringer-Nationalmannschaft zu drei Länderkämpfen in der Türkei. In einem dieser Länderkämpfe siegte Celal Atik in Istanbul vor 7.000 (!) Zuschauern über Heinrich Nettesheim nach Punkten.
1951 fand die Weltmeisterschaft im freien Stil in Helsinki statt. Celal Atik wurde dabei im Weltergewicht Weltmeister. Die entscheidenden Kämpfe gewann er gegen Heinrich Nettesheim und Aleksanteri Keisala, Finnland.
Obwohl 1952 Olympische Spiele anstanden, beendete Celal Atik nach diesem Titelgewinn nach Differenzen mit dem türkischen Ringerverband seine Laufbahn als Aktiver. Nach Beilegung dieser Differenzen wurde er von 1955 bis 1971 ein überaus erfolgreicher Trainer im türkischen Ringer-Verband. Er übte dabei auch viele Jahre lang das Amt des Cheftrainers aus.

## Internationale Erfolge
| Jahr | Platz | Wettbewerb                | Stil | Gewichtsklasse | Ergebnisse |
| 1939 | 6.    | EM in Oslo                | GR   | Welter         | nach Niederlagen gegen Sørensen, Dänemark, Eino Virtanen, Finnland und Edgar Puusepp, Estland                                                               |
| 1940 | 2.    | Balkan-Spiele in Istanbul | GR   | Welter         | |
| 1946 | 1.    | EM in Stockholm           | F    | Leicht         | mit Siegen über Kangas, Finnland, Gösta Jönsson-Frändfors, Schweden, Jérôme Riske, Belgien und trotz einer Niederlage gegen Hermann Baumann, Schweiz        |
| 1947 | 3.    | EM in Prag                | GR   | Leicht         | nach Siegen über Egil Solsvik, Norwegen, Josef Schwarz, Österreich, Ladislaw Mihalík, Tschechoslowakei und einer Niederlage gegen Armenak Jaltyrjan, UdSSR  |
| 1948 | Gold  | OS in London              | F    | Leicht         | nach Siegen über William Koll, USA, Banta Singh, Indien, A. Ries, Südafrika, Suo Leppänen, Finnland, Garibaldo Nizzola, Italien und Gösta Jönsson-Frändfors |
| 1949 | 1.    | EM in Istanbul            | F    | Welter         | nach Siegen über Hansen, Dänemark, Mahmood Osman, Ägypten, Per Berlin, Schweden und Ali Gaffari, Iran                                                       |
| 1950 | 2.    | WM in Stockholm           | GR   | Welter         | nach Siegen über Ladislaw Mihalík, Bela Cudzi, Jugoslawien, Luigi Rigamonti, Italien und einer Niederlage gegen Matti Siimanainen, Finnland                 |
| 1951 | 1.    | WM in Helsinki            | F    | Welter         | nach Siegen über Abdullah Mojtabavi, Iran, Albino Vidali, Italien, Heinrich Nettesheim, Deutschland und Aleksanteri Keisala, Finnland                       |